# Valle de la Serena
Valle de la Serena é um município da Espanha na comarca de La Serena, província de Badajoz, comunidade autónoma da Estremadura, de área 121,4 km². Em 2021 tinha 1 160 habitantes (densidade: 9,6 hab./km²).

## Demografia
| Variação demográfica do município entre 1991 e 2004 [carece de fontes?] | Variação demográfica do município entre 1991 e 2004 [carece de fontes?] | Variação demográfica do município entre 1991 e 2004 [carece de fontes?] | Variação demográfica do município entre 1991 e 2004 [carece de fontes?] |
| ----------------------------------------------------------------------- | ----------------------------------------------------------------------- | ----------------------------------------------------------------------- | ----------------------------------------------------------------------- |
| 1991                                                                    | 1996                                                                    | 2001                                                                    | 2004                                                                    |
| 1808                                                                    | 1662                                                                    | 1522                                                                    | 1490                                                                    |